# Pseudodinera nigripes
Pseudodinera nigripes là một loài ruồi trong họ Tachinidae.